# Церква Святої Богородиці (Арені)

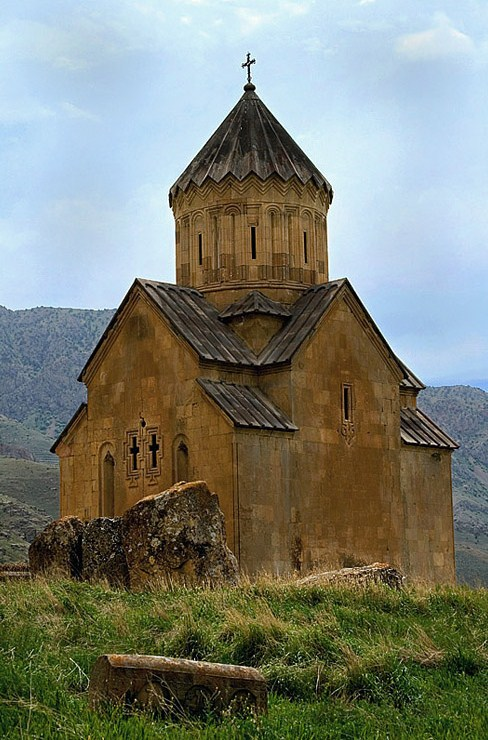

Церква Святої Богородиці (вірм. Սուրբ Աստվածածին եկեղեցի) — вірменська церква у Вірменії, в області Вайоц-Дзор, в селі Арені.

## Історія
Церква побудована в 1321 р. на замовлення князя Сюніка Тарсаїча Орбеляна за проектом архітектора Моміка. В 1840 р. купол споруди впав, а разом з ним загинула частина унікальних рельєфів і малюнків. Проте, частина з них збереглася у вітрилах. Тут зображені символи євангелістів — ангел, орел, крилаті бик і лев. При цьому вони розташовані так, що їх розкриті крила заповнюють вітрила, перетворюючи площину в графічний малюнок.

## Ресурси Інтернету
Вікісховище має мультимедійні дані за темою: Церква Святої Богородиці (Арені)
- Сайт flutEric.info. Мистецтво середньовічної Вірменії
- Armeniapedia.org: Areni Church [Архівовано 1 листопада 2011 у Wayback Machine.]
- Armenica.org: Church of Holy Virgin in Areni [Архівовано 22 березня 2012 у Wayback Machine.]
- FindArmenia.org: Areni [Архівовано 25 листопада 2010 у Wayback Machine.]

## Фотогалерея

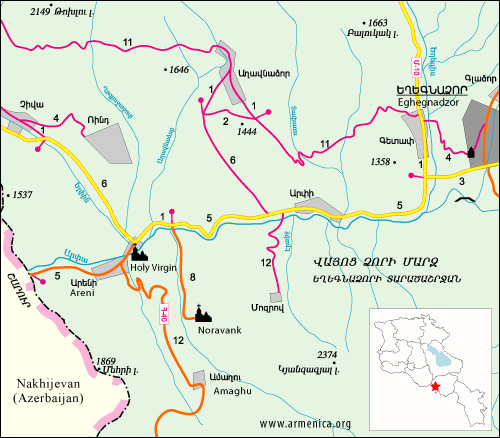
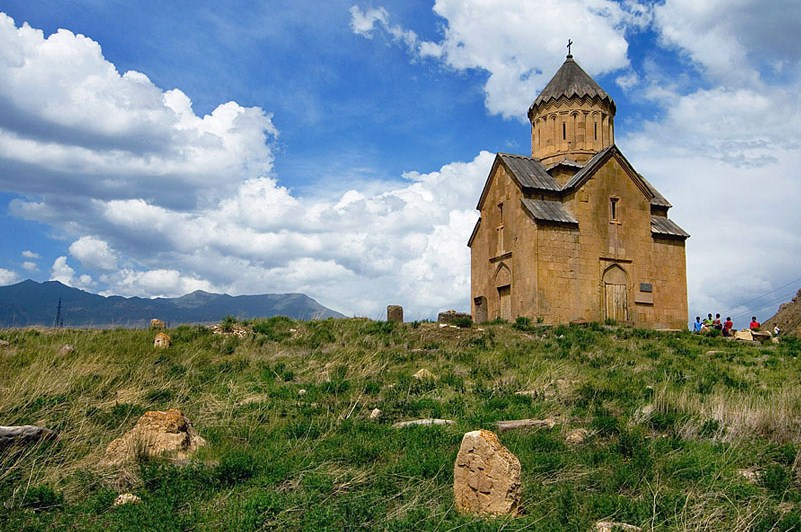

| Прапор Вірменії | Це незавершена стаття про Вірменію. Ви можете допомогти проєкту, виправивши або дописавши її. |